# Северен Велебит
„Северен Велебит“ (на хърватски: Sjeverni Velebit) е национален парк в Хърватия, Северна Далмация. От всичките осем национални парка на Хърватия, той е основан най-късно, чак през 1999 г. Заедно с Национален парк „Пакленица“, разположен южно от него, е обявен за биосферен резерват от ЮНЕСКО през 1977 г.

## Общи сведения
„Северен Велебит“ е разположен в северната част на планината Велебит, която влиза в състава на най-обширния планински масив на Балканския полуостров, Динарските планини. Останалата извън националния парк „Северен Велебит“ част от масива също представлява огромен естествен природен парк, но не с толкова строги правила и ограничения.
„Северен Велебит“ се намира едва на няколко километра от адриатическото крайбрежие. Отстои на 20 км северно от град Сен и на 100 км южно от Задар. Площта му е 109 км², а най-високата точка е връх Завижан (Zavižan) — 1676 м, където е разположена най-високата метеорологична станция на Хърватия. От върха се открива красива гледка към Адриатическо море и многобройните му острови.
Седиментните и варовикови скали в парка са благоприятствали формирането на разнообразни и много интересни карстови форми. Варовиковите скали са били отложени на дъното на море преди 200 милиона години, преди движението на тектоничните плочи постепенно да ги издигне до съвременното им равнище и дъждовната вода да ги оформи в днешните им причудливи форми.

## Флора и фауна
В границите на парка през 1967 г. е създадена ботаническа градина, дело на професор Фран Кучан. Тя съхранява различни редки и ендемични видове.
В „Северен Велебит“ са представени 1500 от всичките 2500 регистрирани растителни вида, срещащи се в планината Велебит, като те са интересна смесица от средиземноморски и алпийски видове. В западната част на парка горите са предимно от дъб (зимен, бял и др.). Тези гори дълго време са били подложени на сеч и понастоящем са значително изменени в сравнение с предишното им състояние. На изток от тях и изкачвайки се във височина дъбовите гори се сменят с букови, черен бор и ела. Големи участъци от терена са покрити със скали, където растат различни тревисти растения като овсигата.
Животинският свят е представен от кафява мечка, рис, дива котка, вълк, сърна, благороден елен, дива коза, която е развъдена тук в края на XX в. Гущерът Iberolacerta horvathi, който е застрашен от изчезване ендемичен вид, също се среща на територията на „Северен Велебит“. Птиците са представени от над 180 вида, а един от символите на парка е глухарят.